# Vadim Guščin

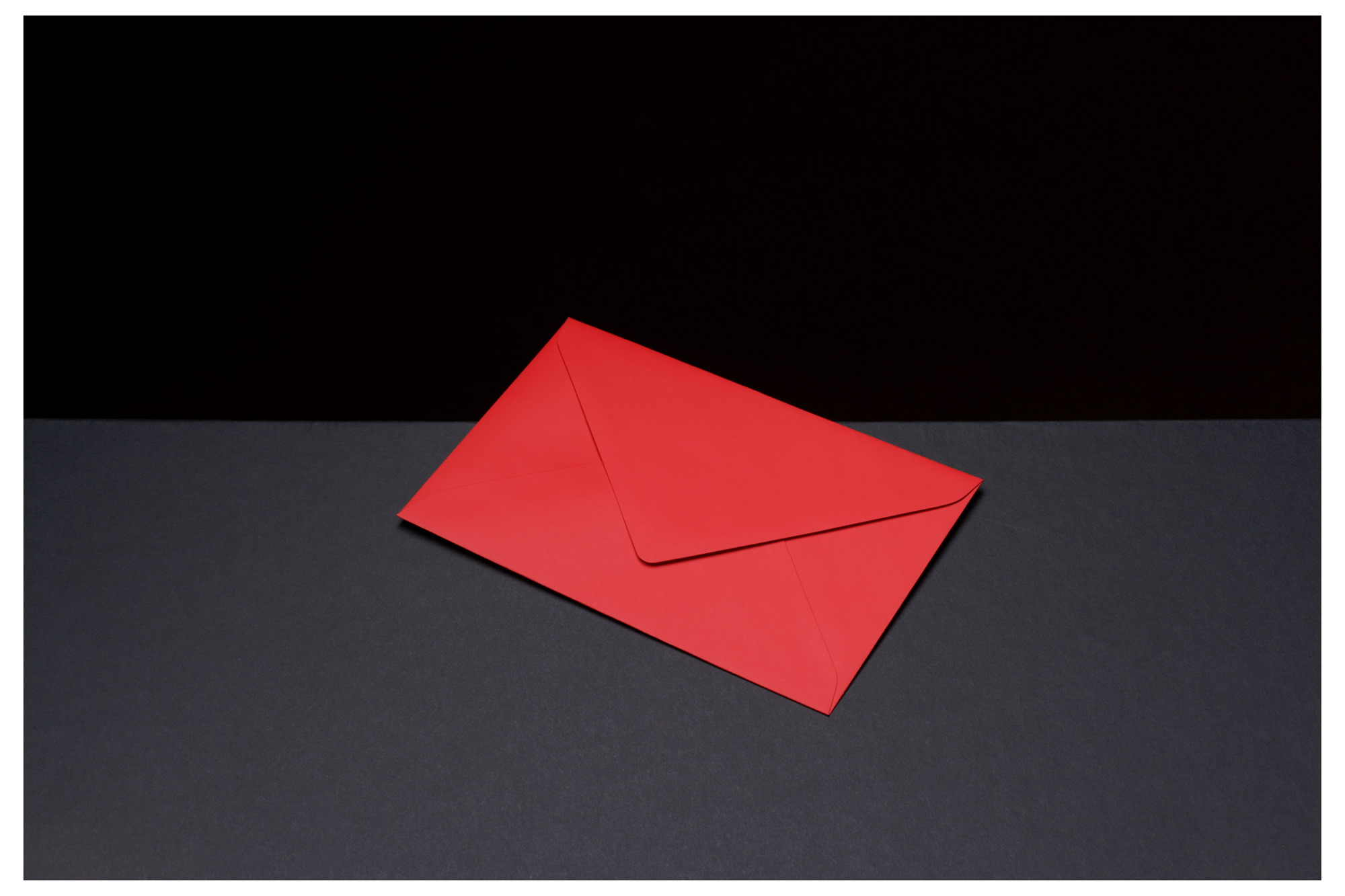
Barevné obálky 3, 2010

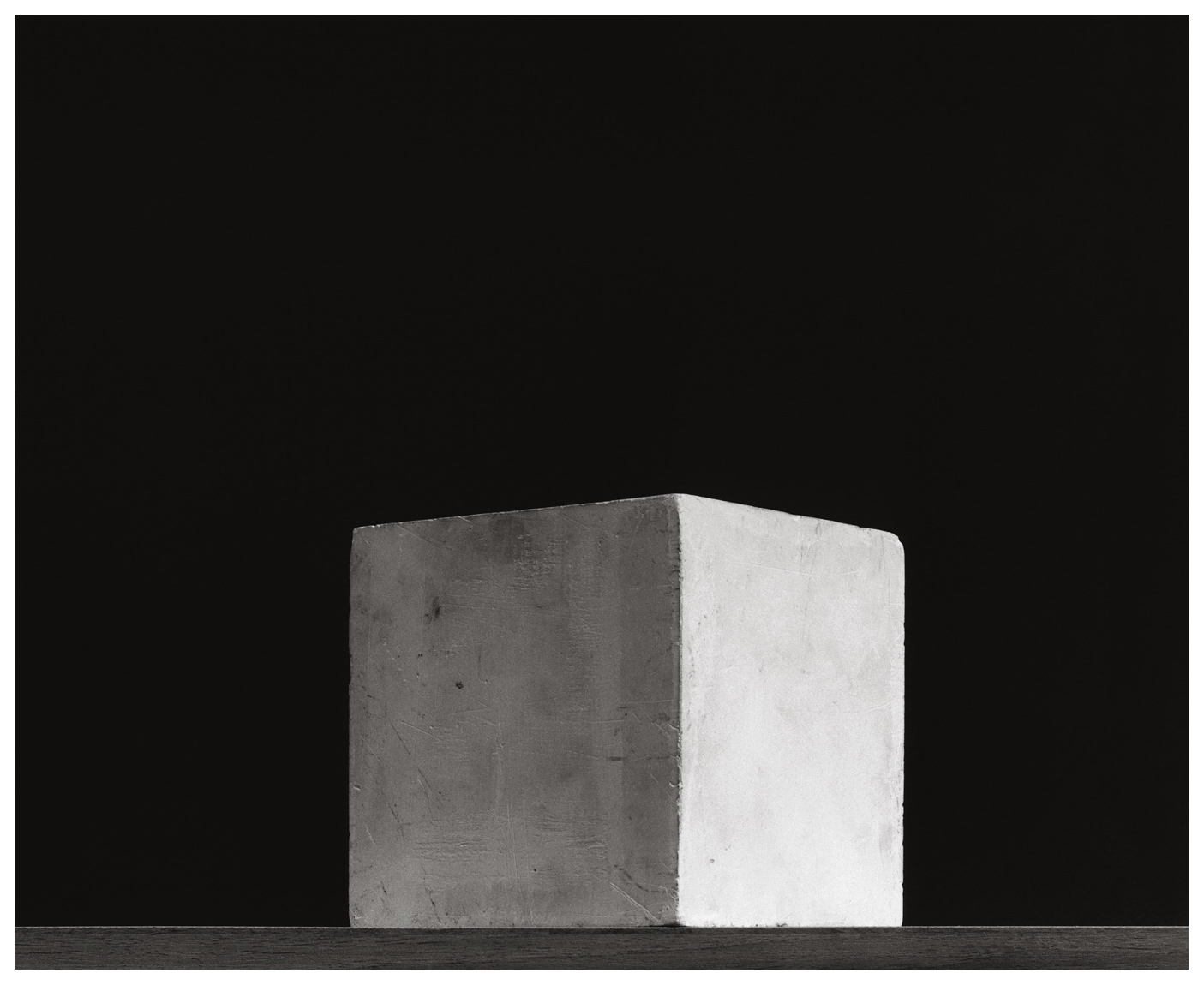
Sádra 1, 2001

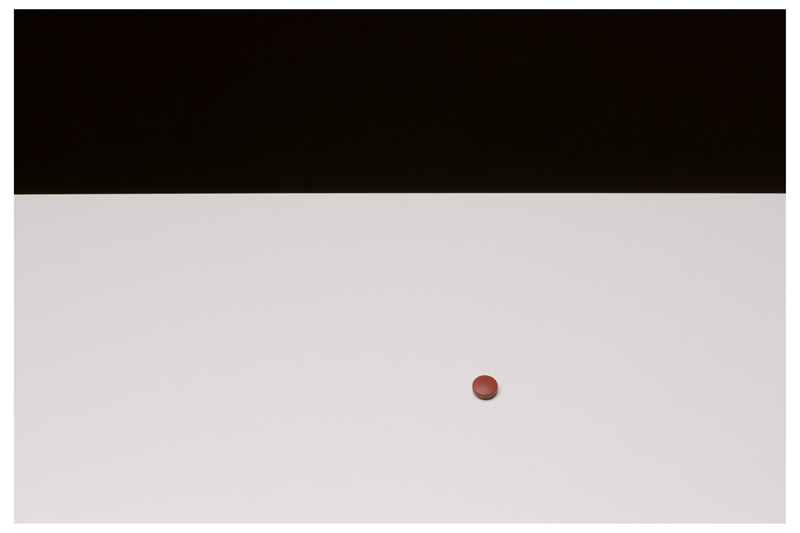
Tabletky 3, 2011

Vadim Guščin (rusky: Вадим Витальевич Гущин, * 1963 Novosibirsk, Sovětský svaz) je ruský umělecký fotograf.

## Život a dílo
Narodil se v roce 1963 v Novosibirsku. Je známý především svými pracemi v žánru post-konceptuálního zátiší. V roce 1986 absolvoval Moskevský Energetický ústav. Umělecké fotografii se věnuje od roku 1988. Žije a pracuje v Moskvě.
| „                                       | Elegantní fotografie Vadim a Guščina vzdávají poctu důstojnosti a bohatství každodenních předmětů... Jeho obrazové skladby se omezují jen na nejdůležitější aspekty geometrického tvaru a barvy, nicméně, jeho luxusní ošetření povrchových textur prozrazuje práci, která je zcela jeho vlastní. | “ |
| — Jennifer Norback, galerista, Chicago. | |   |

| „                                    | Při sestavování kompozice objektů experimentuje Guščin s abstraktními barevnými vztahy, v prostoru zejícím prázdnotou se jeho zátiší odcizuje od všech pozemských věcí... Guščinovy fotografie odhalují základní dualitu kultury: abstraktní povaha objektů a specifičnost barvy | “ |
| — Konstantin Bochorov, PhD., Moskva. | |   |

| „                                          | Vadim Guščin balancuje na tenké hraně objekt - neobjek. Svět myšlenek - je svět Malevičův. Prostor objektů - je prostor konzumu. Vložením objektů ze supermarketu do Malevičova kosmu, je Gushchin vrací na místo, odkud kdysi přišly. Do prvotní prázdnoty. Do prostoru čistých myšlenek. To je obraz, který nás zvláštním způsobem neomezuje, nepřemáhá nás mnoha detaily, ale vidíte nějakou maličkost, a ta maličkost je schopna ve Vás spustit velké množství vzpomínek. Jsou fotografie, které pracují s touto kulturní pamětí a časem, kterými jsme obklopeni. | “ |
| — Michail Sidlin, výtvarná kritik, Moskva. | |   |

## Výstavy
Od roku 1991 se podílí na uměleckých výstavách, svou první samostatnou výstavu měl v roce 1995. V roce 2013 vystavoval v Bratislavě u příležitosti Měsíce fotografie. Uskutečnil více než 30 samostatných výstav, včetně:
- Meine Dinge, Museum fuer Fotografie, Brunswick, Německo, 1999.
- Exhibition in ROSIZO Gallery, Moscow, 1999.
- «Personalismus des Dinges», Kultur Bahnhof Eller, Duesseldorf, Německo.[6]
- «Bread and Wood», International Photo-Biennial FotoFest, Houston, USA, 2006.[7]
- «Breаd», Johannes Larsen Museum, Odense, Denmark, 2006.
- Exhibition in Museum of the History of Photography, Sankt-Petersburg, 2009.[8]
- «Aestetik der Statik» Alexander Grinberg/Vadim Gushchin in Viktor Grray» Gallery, Duesseldorf, 2010.[9]
- «Inventory of a Private Library», Blue Sky Gallery, Oregon Center for Photographic Arts, Portland, Oregon, USA, 2013.[10]
- «Object. Function. Image.», Lumière Brothers Photography Сenter, Moskva, 2013.[11][12][13]
- Měsíc fotografie, Bratislava, 2013.

Podílel se na více než 50. společných výstavách v galeriích a muzeích v Rusku i v zahraničí. Jeho díla se zúčastňují v mezinárodních a ruských konceptuálních skupinových projektech, jako například:
- «A la recherche du pere», 1993—94, Paříž, Francie.
- «Neue Fotokunst aus Russland», 1994—95, putovní výstava po pěti německých městech.
- «Aufbruch. Neue russische Fotografie», 1998, Leverkusen, Německo.
- «Idea Photographic after Modernism», 2002, Santa Fe, USA.[14]
- Odense Photo Triennial, Denmark, 2006.
- «In Box of Dreams», (Contemporary Russian Photography), International Photography Festival, Pingyao, Čína, 2009.
- «Doors open day» Russian art 1989–2009, Moscow Museum of Modern Art, Moskva, 2009.[15]
- «Leben elementar», Trier, Německo, 2010.[16]
- Contemporary Russian Photography, Biennial FotoFest, Houston, USA, 2012.[17]
- «Museum, look of Photographer», The Pushkin State Museum of Fine Arts, Moskva, 2012.[18]
- «Contemporary Russian Photography: From Mystery to Poetry and Back», 5th Seoul PHOTO 2013, Soul, Korea, 2013.[19][20]
- «Tarantel 2», Kuenstlerhaus Bethanien, Berlín, Německo, 2013.[21][22]
- Stříbrná kamera, 1. místo v ocenění, které uděluje Moskevský dům fotografie za reportáž v kategorii Architektura v Moskvě, 2007.[23][24]

## Veřejné sbírky
- Puškinovo muzeum, Moskva.[25]
- Museum of Modern Art, Moskva.
- Moskevský dům fotografie.[26]
- National Centre of Contemporary Art, Moskva.[27]
- Moskevské muzeum současného umění.
- Lumiere Brotherth Photography Center, Moskva.[28]
- State Russian Museum of Photography, Nishny Novgorod, Rusko.
- Collection of Photograph’s Union, Moskva.
- Surgut’s Museum of Fine Arts, Surgut, Rusko.
- Museum of Fine Art, Santa Fe, New Mexico, USA.
- Museum of Fine Art, Houston, Texas, USA.
- Santa Barbara Museum of Art, Santa Barbara, California, USA.
- Albertina, Vídeň, Rakousko.[29]
- Museum für Photographie, Braunschweig, Německo.
- Museet for Fotokunst Brandts, Odense, Dánsko.
- Museu de Arte Moderna, Rio de Janeiro, Brazílie.
- Boghossian Foundation, Brusel, Belgie.[30]

Jeho díla jsou součástí soukromých sbírek v Rusku, Německu, Francii, Itálii, Velké Británii, USA a Jižní Koreji.

## Knihy a katalogy
Knihy a katalogy (výběr):
- Monografie «Everyday Objects/Cultural Treasures», Schilt Publishing, Amsterdam, 2013.[31]
- «Contemporary Russian Photography». FOTOFEST 2012, Houston, USA, 2012.[32]
- «Doors open day» Russian art 1989–2009, Moskevské muzeum moderního umění.[33]
- Monografie «Photographs. Vadim Gushchin», Moskva, Publish House Artist and Book, 2008.[34]
- FOTOFEST 2006, Houston, USA, 2006.[35]
- «Odense Foto Triennale 2006», Odense, Dánsko, 2006.
- «Photoestafeta. From Rodchenko to our days», Moskva, 2006.[36]
- «Valery Stigneev Century of Photography», 1894–1994, Moskva, 2005.[37]
- «Idea Photographic after Modernism», Santa Fe, 2002.[38]
- «Wadim Gutschtschin Meine Dinge», Braunschweig, 1999.[39]
- «Aufbruch. Die neue russische Fotografie», Kоеln, 1998.
- «A la recherche du pere», Paris, 1994.[40]

## Video o umělci
- Vadim Gushchin: still-life, natočeno v listopadu 2011 u příležitosti otevření výstavy v moskevské galerii Glaz.[41]